# Discord
Discord (engelska: [dɪskɔɹd] ( lyssna)) är en proprietär gratisprogramvara och IP-applikation avsedd för spelföreningar. Discord kan köras på Windows, Mac OS, Android, IOS, Linux och i webbläsare och lanserades i maj 2015.

## Funktion
Discord består av virtuella servrar som användare kan skapa och bjuda in andra användare till. En server består av både text- och röstkanaler. Under text- och röstkanaler kan man lägga till underkanaler för specifika ämnen. Röstkanaler fungerar som traditionella VoIP-samtal. I varje server kan användare skapa roller till folk, till exempel administratör.

Det här är hur ett Discord-samtal mellan 2 personer skulle kunna se ut (med namn undangömda)

Discord används till stor del för att samtala om dataspel och spela online tillsammans.

## Användare
Programvaran lanserades i maj 2015 och i december 2017 fanns det cirka 87 miljoner unika användare av programvaran. Enligt en svensk undersökning genomförd 2022 hade 14 procent av de svenska internetanvändarna använt Discord under det senaste året. Fem procent använde tjänsten varje dag och det är övervägande yngre män som använder Discord.